# Comuna Verba, Dubno
Verba (în ucraineană Верба) este o comună în raionul Dubno, regiunea Rivne, Ucraina, formată din satele Bilohorodka, Sofiivka Druha, Sofiivka Perșa și Verba (reședința).

## Demografie
Componența lingvistică a comunei Verba
     Ucraineană (98,95%)
     Alte limbi (1,06%)
Conform recensământului din 2001, majoritatea populației comunei Verba era vorbitoare de ucraineană (98,95%), existând în minoritate și vorbitori de alte limbi.